# Maybelline
Maybelline är ett kosmetikaföretag som är en del av koncernen L'Oréal. 
Maybelline grundades i Chicago av apotekaren Thomas Lyle Williams 1915. Det sägs att Williams märkte att hans äldre syster Mabel använde en blandning av vaselin och kol på sina ögonfransar för att göra dem mörkare och fylligare. Han anpassade produkten och sålde den lokalt med namnet Lash-Brow-Ine. Han döpte senare om sminket till Maybelline till sin systers ära. År 1917 producerade företaget en mascara i fast form, för både ögonfransar och bryn. Thomas Lyle behöll företaget till 1967 då det såldes. Inte förrän på 1970-talet började företaget sälja annat smink än ögonsmink.
I januari 2022 lanserade Maybelline en helvegetarisk produktlinje, Green Edition. Deras produkter testas däremot fortfarande på djur.
Bland märkets modeller återfinns Josie Maran och Adriana Lima och svenskan Marie Serneholt. Maybellines slogan är "Maybe she's born with it. Maybe it's Maybelline".